# Дженайда (округ)
Дженайда (бенг. ঝিনাইদহ জেলা, англ. Jhenaidah District) — округ на западе Бангладеш, в области Кхулна. Образован в 1984 году. Административный центр — город Дженайда. Площадь округа — 1950 км². По данным переписи 2001 года население округа составляло 1 554 514 человек. Уровень грамотности взрослого населения составлял 25,95 %, что значительно ниже среднего уровня по Бангладеш (43,1 %). 88,07 % населения округа исповедовало ислам, 11,7 % — индуизм.

## Административно-территориальное деление
Округ состоит из 6 подокругов.
Подокруга (центр)
1. Харинакунда (Харинакунда)
2. Дженайда-Садар (Дженайда)
3. Калигандж (Калигандж)
4. Котчандпур (Котчандпур)
5. Махешпур (Махешпур)
6. Шайлкупа (Шайлкупа)